# Нюренсдорф
Нюренсдорф (нем. Nürensdorf) — коммуна в Швейцарии, в кантоне Цюрих.
Входит в состав округа Бюлах. Население составляет 4819 человек (на 31 декабря 2007 года). Официальный код — 0064.